# Rattus villosissimus
Rattus villosissimus is een rat die voorkomt in Australië. Hij komt voor in het oosten van het Noordelijk Territorium, het zuidwesten van Queensland (inclusief aangrenzende delen van Zuid-Australië en het Noordelijk Territorium) en op de Sir Edward Pellew Group voor de oostkust van het Noordelijk Territorium. Als er veel regen valt breidt de soort zich ver uit tot in het noordwesten van New South Wales en het noordoosten van West-Australië, wat hem de Engelse naam "plague rat" heeft bezorgd. Dan leeft hij in alle habitats, maar later trekt hij zich terug naar gebieden dicht bij water.
Deze soort heeft een lange vacht. De rug is geelgrijs tot roodachtig, de buik crèmekleurig of lichtgrijs. De staart is donkergrijs. Sommige exemplaren zijn lichter. De kop-romplengte bedraagt 130 tot 225 mm, de staartlengte 120 tot 180 mm, de achtervoetlengte 30 tot 40 mm, de oorlengte 16 tot 22 mm en het gewicht 60 tot 280 gram. Vrouwtjes hebben 2+2+2=12 mammae.
Deze soort is 's nachts actief, leeft op de grond en is een alleseter. Hij overnacht in een hol. Als er een plaag is zoekt hij zelfs in gebouwen naar voedsel.